# Estación de Ildefonso Cerdá
Ildefonso Cerdá (en catalán y oficialmente Ildefons Cerdà) es una estación ferroviaria situada en la ciudad española de Hospitalet de Llobregat, en la provincia de Barcelona, comunidad autónoma de Cataluña. Forma parte de la línea 8 del Metro de Barcelona y de la línea Llobregat-Noya de Ferrocarriles de la Generalidad de Cataluña (FGC) por donde circulan trenes de las líneas S3, S4, S8, S9, R5/R50 y R6/R60. Ofrece una conexión con la línea 10 del Metro de Barcelona a través de la estación de Ciudad de la Justicia, situada a unos 200 metros de longitud.

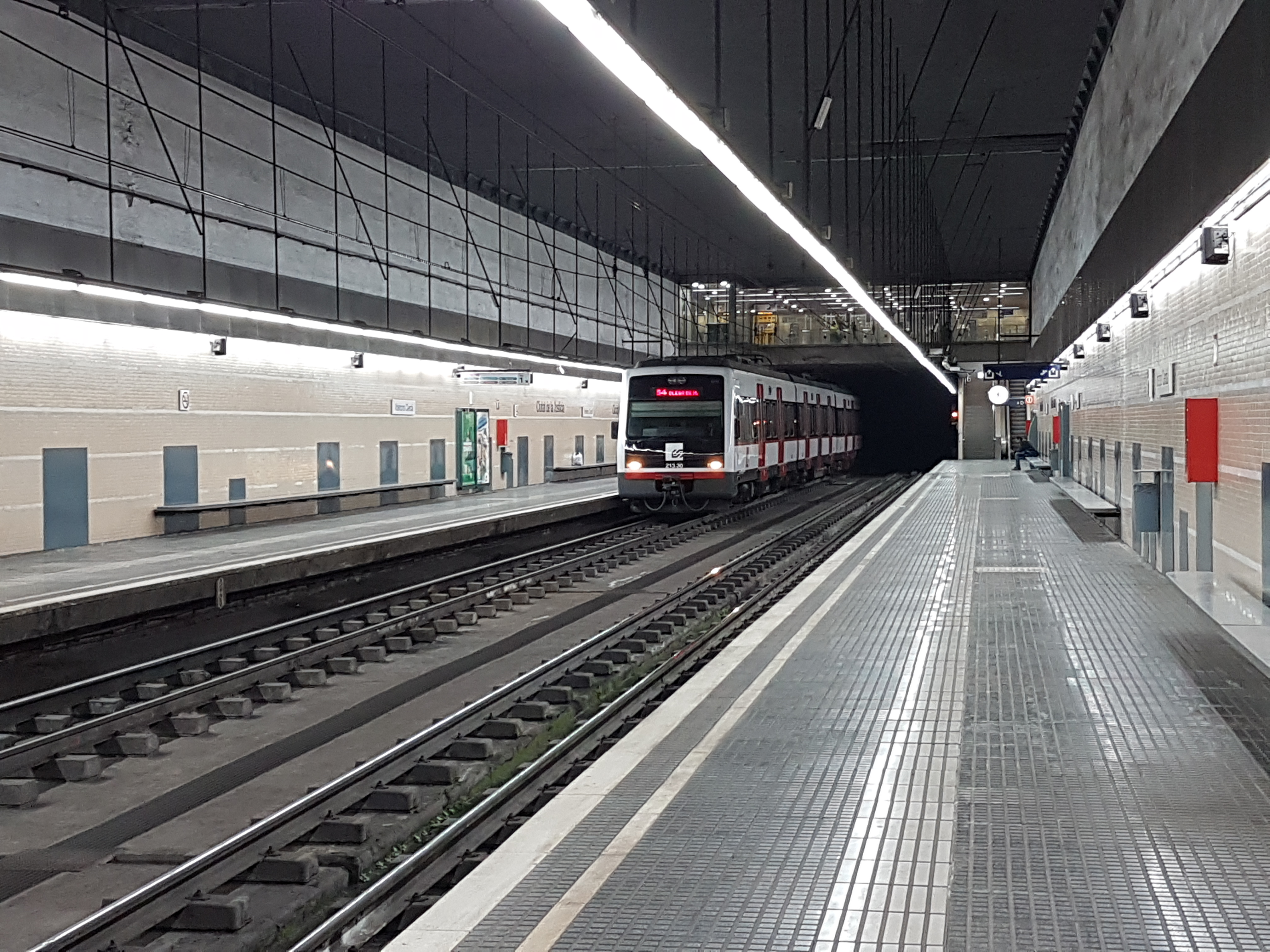
Un automotor eléctrico de la serie 213 de FGC pasando por la estación de Ildefonso Cerdá.

| << cabecera                 | < estación  | línea        | estación >         | cabecera >>  |
| --------------------------- | ----------- | ------------ | ------------------ | ------------ |
| Línea Llobregat-Anoia       |             |              |                    |              |
| Molí Nou-Ciutat Cooperativa | Europa-Fira |              | Magoria-La Campana | Plaza España |
| Can Ros                     | Europa-Fira |              | Magoria-La Campana | Plaza España |
| Olesa de Montserrat         | Europa-Fira |              | Magoria-La Campana | Plaza España |
| Martorell Enlace            | Europa-Fira |              | Magoria-La Campana | Plaza España |
| Quatre Camins               | Europa-Fira |              | Magoria-La Campana | Plaza España |
| Manresa-Baixador            | Europa-Fira |              | Magoria-La Campana | Plaza España |
|                             | Europa-Fira | Plaza España |                    | Plaza España |
| Igualada                    | Europa-Fira |              | Magoria-La Campana | Plaza España |
| Igualada                    | Europa-Fira | Plaza España |                    | Plaza España |

## Situación ferroviaria
Se encuentra ubicada en el punto kilométrico 0,5 de la línea férrea de ancho métrico que une Magoria con Martorell y Manresa a 3 metros de altitud.